# Jean-Marie Junior Salomon
Jean-Marie Junior Salomon, né le 17 avril 1977 à Port-au-Prince est avocat et ancien sénateur de la république d'Haïti,.

## Biographie
Jean-Marie Junior Salomon est né le 17 avril 1977 aux Cayes, Haïti, fils de Jean-Marie Marc Salomon et de Marie-Thérèse Junie Téléus. Son père étant décédé lorsqu'il avait six ans, il a grandi en tant qu'aîné dans une famille monoparentale avec deux frères et sœurs. Il a commencé sa formation académique chez les Sœurs de Saint François D'Assise pour le préscolaire, puis a poursuivi ses études primaires et secondaires jusqu'à la troisième année chez les Frères de l'Instruction Chrétienne, avant de terminer au Lycée Philippe Guerrier où il a obtenu son Baccalauréat en 1997.
En 1997, Jean-Marie Junior Salomon s'est inscrit à l'École de Droit et des Sciences Économiques des Cayes, où il s'est distingué par son sens de responsabilité et son franc-parler. Sa personnalité lui a valu le surnom de "Dépestre", en référence à Maurice Sixto, célèbre conteur haïtien. Jeune avocat, il s'est rapidement fait connaître pour sa défense des droits des plus démunis.
En juillet 2011, Salomon a été nommé Commissaire du Gouvernement près le Tribunal de Première Instance des Cayes, devenant ainsi le plus jeune à occuper ce poste dans l'histoire de la juridiction,.
Salomon a continué à faire carrière dans le domaine juridique jusqu'à un tournant en septembre 2013, lorsqu'il a démissionné de son poste de Commissaire du Gouvernement. Cette décision a été motivée par des pressions politiques à la suite de son implication dans l'arrestation d'un proche du président pour trafic présumé de stupéfiants,.
Après un court exil à l'étranger, Salomon est revenu en Haïti et s'est lancé en politique, se présentant aux élections législatives de 2015. Il a été élu Premier Sénateur du Sud sous la bannière de la campagne L'homme qu'il faut à la place qu'il faut. Dès son entrée au Sénat, Salomon s'est distingué par ses prises de position et son engagement en faveur de la justice, de la sécurité et de l'éducation.
Pendant son mandat au Sénat, Salomon est passé du poste de Deuxième Secrétaire à celui de Vice-président du Bureau du Grand Corps. Il est resté un défenseur des droits des jeunes Haïtiens, souvent marginalisés, et a continué à promouvoir leur inclusion dans la société.
Jean-Marie Junior Salomon est reconnu[Par qui ?] comme un homme politique qui a fait preuve de courage et de détermination tout au long de sa carrière. Son héritage est celui d'un leader qui a su naviguer à travers les défis politiques et sociaux pour représenter et défendre les intérêts de sa communauté et de son pays.